# Detlef Hofmann
Detlef Hofmann (n. 12 noiembrie 1963, Karlsruhe, RFG) este un canoist ce a reprezentat Germania, medaliat olimpic. A participat la o ediție a Jocurilor Olimpice (1996) în care a câștigat o medalie de aur.

## Participări
Lista de mai jos prezintă principalele competiții la care a participat Detlef Hofmann de-a lungul carierei.
- canoeing at the 1996 Summer Olympics – men's K-4 1000 metres[*]